# ブジュルホルム
ブジュルホルム(Bjurholm)は、スウェーデンのヴェステルボッテン県ブジュルホルム市の市庁が所在する地区である。2010年現在の居住者は968人。エステルビモに次いでスウェーデンで2番目に小さい市庁所在地区であり、全国で最も人口が少ない市の市庁所在地である。
観光名所としてはElk House農場があり、ヘラジカを見ることができる。また、地区の中心部より小高い位置に建っているブジュルホルム教会は、19世紀初めに建てられた木造の教会から数えて3代目の建物で、2代目の教会が1932年に火災にあってから再建されたものである。前の教会から伝わるシャンデリアが墓地のシャペルで使われているほか、鐘の残留片が現在の鐘に再利用されている。